# 마리야 코제브니코바
마리야 알렉산드로브나 코제브니코바(러시아어: Мари́я Алекса́ндровна Коже́вникова, 1984년 4월 11일 ~ )는 러시아의 배우이다.